# La Blancarde
La Blancarde è una stazione della linea 1 della metropolitana di Marsiglia. È situata sotto la stazione di Marsiglia Blancarde, al confine tra il IV, V e XII arrondissement di Marsiglia e serve il quartiere di La Blancarde.

## Storia
La stazione è stata aperta al traffico il 6 maggio 2010 come parte del quarto troncone della linea 1 compreso tra La Timone e La Fourragère.

## Interscambi
Nelle vicinanze della stazione effettuano fermata diverse linee di tram, autobus urbani ed interurbani.
- Stazione ferroviaria (Marsiglia Blancarde)
- Fermata tram (linee T1, T2)
- Fermata autobus